# Rövarna i Skuleskogen
Rövarna i Skuleskogen är en roman av Kerstin Ekman, först utgiven år 1988.

## Handling
Handlingen kretsar kring trollet Skord, som kommer från den ångermanländska Skuleskogen. Under årens lopp reser Skord runt i människornas värld och får se många miljöer och många århundraden. Han är alkemistlärling i Uppsala, bevittnar fasorna i trettioåriga krigets Tyskland, fängslas på Kajaneborg och provar på kolonialistlivet på Saint-Barthélemy. Men han tycks ändå alltid återvända dit han började – hos rövarbandet i Skuleskogen.